# 에리트레아의 국가
에리트레아, 에리트레아, 에리트레아(ኤርትራ ኤርትራ ኤርትራ, Ertra, Ertra, Ertra)는 에리트레아의 국가로, 1993년 독립과 함께 제정되었다. Solomon Tsehaye Beraki가 가사를 썼으며, Isaac Abraham Meharezghi와 Aron Tekle Tesfatsion이 작곡했다.

## 가사

### 티그리냐어 가사
ኤርትራ ኤርትራ ኤርትራ፡

በዓል ደማ እናልቀሰ ተደምሲሱ፡

መስዋእታ ብሓርነት ተደቢሱ።
መዋእል ነኺሳ ኣብ ዕላማ፡

ትምርቲ ጽንዓት ኰይኑ ስማ፡

ኤርትራ'ዛ ሓበን ዉጹዓት፡

ኣመስኪራ ሓቂ ክምትዕውት።
ኤርትራ ኤርትራ፡

ኣብ ዓለም ጨቢጣቶ ግቡእ ክብራ።
ናጽነት ዘምጽኦ ልዑል ኒሕ፡

ንህንጻ ንልምዓት ክንሰርሕ፡

ስልጣን ከነልብሳ ግርማ፡

ሕድሪ'ለና ግምጃ ክንስልማ።
ኤርትራ ኤርትራ፡

ኣብ ዓለም ጨቢጣቶ ግቡእ ክብራ።

### 로마자 표기
Ertra, Ertra, Ertra,

Bäal däma'nalkäsä tedemsisu,

mäswa'əta bəḥarnät tädäbisu.
mäwa’əl näȟisa ab ‘əlama,

tə’əmərti ṣən‘at kʷäynu səma,

Ertra’za ḥabän wəṣu‘at,

amäskira ḥaḳi kämtəʿəwăt.
Ertra, Ertra,

ab‘aläm č’äbiṭato gəbu’ə kəbra.
naṣənät zämṣə'o ləʿul niḥ,

nəhənṣa nəlməʿat kənsärəḥ,

səlṭane känälbəsa gərma,

ḥədri'lona gəmja kənsəlma
Ertra, Ertra,

ab‘aläm č’äbiṭato gəbu’ə kəbra.

## 해석
에리트레아, 에리트레아, 에리트레아,
그녀의 천벌은 울면서 소리를 질렀다.
그녀의 희생은 자유의 의해 입증되었다.
영원히 그녀의 원칙에 입각 한 회사,
그녀의 이름은 끈기의 동의어가 되었다.
에리트레아, 압제당한 자부심,
진실이 우세하다는 증거입니다.
에리트레아, 에리트레아,
그녀는 세상에서 그녀의 정당한 자리를 차지했다.
[그래서] 우리에게 자유를 가져다 준 최고의 헌신은,
그녀를 재건하고 그녀를 개발하는 데 도움이 될 것이다.
우리는 그녀의 진보를 존중할 것이며,
그녀의 왕관은 우리의 유산이다.
에리트레아, 에리트레아,
그녀는 세상에서 그녀의 정당한 자리를 차지했다.